# Jaciment de les esteles de Tiya
El jaciment de les esteles de Tiya o jaciment arqueològic dels deixants gravats de Tiya, és un complex funerari protohistòric i un dels grups d'esteles més importants dels més de cent seixanta descoberts en el districte de Sodo, en l'estat federat dels Pobles del Sud d'Etiòpia.

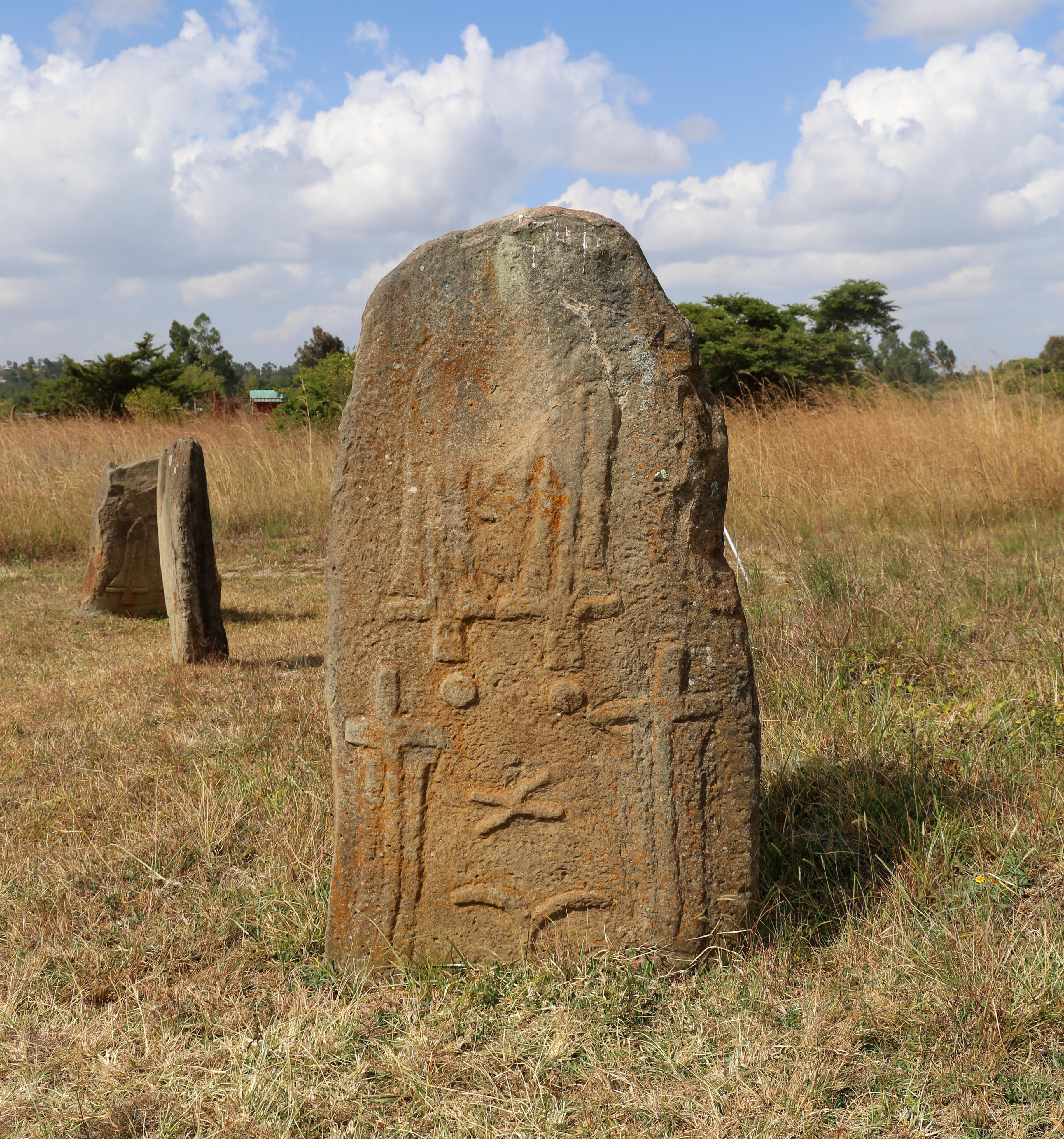
Una de les esteles de Tiya

Es troba prop de la ciutat de Tiya, i conté trenta-sis monuments, dels quals trenta-dos són esteles gravades amb símbols que no han estat desxifrats. les esteles, d'un a cinc metres d'altura i diferents formes, estan alineades en direcció nord-nord-oest al llarg de quaranta-cinc metres. Les tres últimes es troben en el mateix alineament, però separades seixanta metres de les altres; el gravat d'una d'elles és una figura antropomorfa. Al voltant de les esteles s'han trobat diverses tombes.
Els deixants s'han datat entre els segles xiv i xvi, i alguns autors les relacionen amb el Regne Etíop Axumita.